# Bisaltes tibialis
Bisaltes tibialis es una especie de escarabajo longicornio del género Bisaltes, subfamilia Lamiinae. Fue descrita científicamente por Schaeffer en 1908.
Se distribuye por México y los Estados Unidos. Posee una longitud corporal de 13 milímetros. El período de vuelo de esta especie ocurre en los meses de febrero, abril, mayo y junio.
La dieta de Bisaltes tibialis se compone de plantas y arbustos de la familia Rutaceae y Ulmaceae, entre ellas, las especies Zanthoxylum fagara y Celtis pallida.